# Asnières-sur-Nouère
Ne doit pas être confondu avec Anères.
Pour les articles homonymes, voir Asnières.
Asnières-sur-Nouère (prononcer [aɲεʀsyʀnwεʀ]) est une commune du Sud-Ouest de la France, située dans le département de la Charente (région Nouvelle-Aquitaine).
Asnières-sur-Nouère fait partie du Grand Angoulême.

## Géographie

### Localisation et accès
Asnières-sur-Nouère est une commune située à 10 km au nord-ouest d'Angoulême.
Elle est aussi à 6 km au nord-est d'Hiersac, chef-lieu de son canton.
La commune est en dehors des grands axes de communication que sont la route nationale 141 d'Angoulême à Saintes, qui passe au sud à Hiersac et à la Vigerie, mais traverse la pointe sud de la commune sur 800 m, et la D 939 d'Angoulême à Saint-Jean-d'Angély qui fait la limite nord-est.
De nombreuses routes départementales traversent la commune. La D 96, de Marsac à Hiersac, traverse le bourg. La D 53 de Saint-Saturnin à Saint-Genis-d'Hiersac longe la Nouère et passe à 2 km du bourg. La D 119 s'en détache pour aller à Douzat et Échallat. La D 115 de Neuillac à l'Houme et la D 939 passe au nord du bourg.

### Lieux-dits et hameaux
La commune compte de gros hameaux, comme Neuillac au nord-ouest, l'Houme au nord, Puyrenaud qui touche le bourg au sud. Il y a aussi Salzines, Nouère, le Maine Brun, Gouthier, etc.

### Communes limitrophes
| Saint-Amant-de-Nouère | Saint-Genis-d'Hiersac | Marsac   |
| Douzat                | Asnières-sur-Nouère   | Vindelle |
| Hiersac               | Saint-Saturnin        | Fléac    |

### Géologie et relief
La commune occupe un plateau calcaire datant du Jurassique supérieur (Portlandien).
Les vallées entaillant ce plateau sont occupées par des alluvions du Quaternaire. On trouve aussi très localement, sur les flancs, quelques petites zones de grèzes,,.
Le relief de la commune est assez vallonné, et l'altitude moyenne est de 100 m. Le point culminant est à une altitude de 135 m, situé à l'est du bourg au bois de la Grelière (borne IGN). Le point le plus bas est à 38 m, situé au sud de la commune le long de la Nouère. Le bourg est à environ 70 m d'altitude.

### Hydrographie

#### Réseau hydrographique

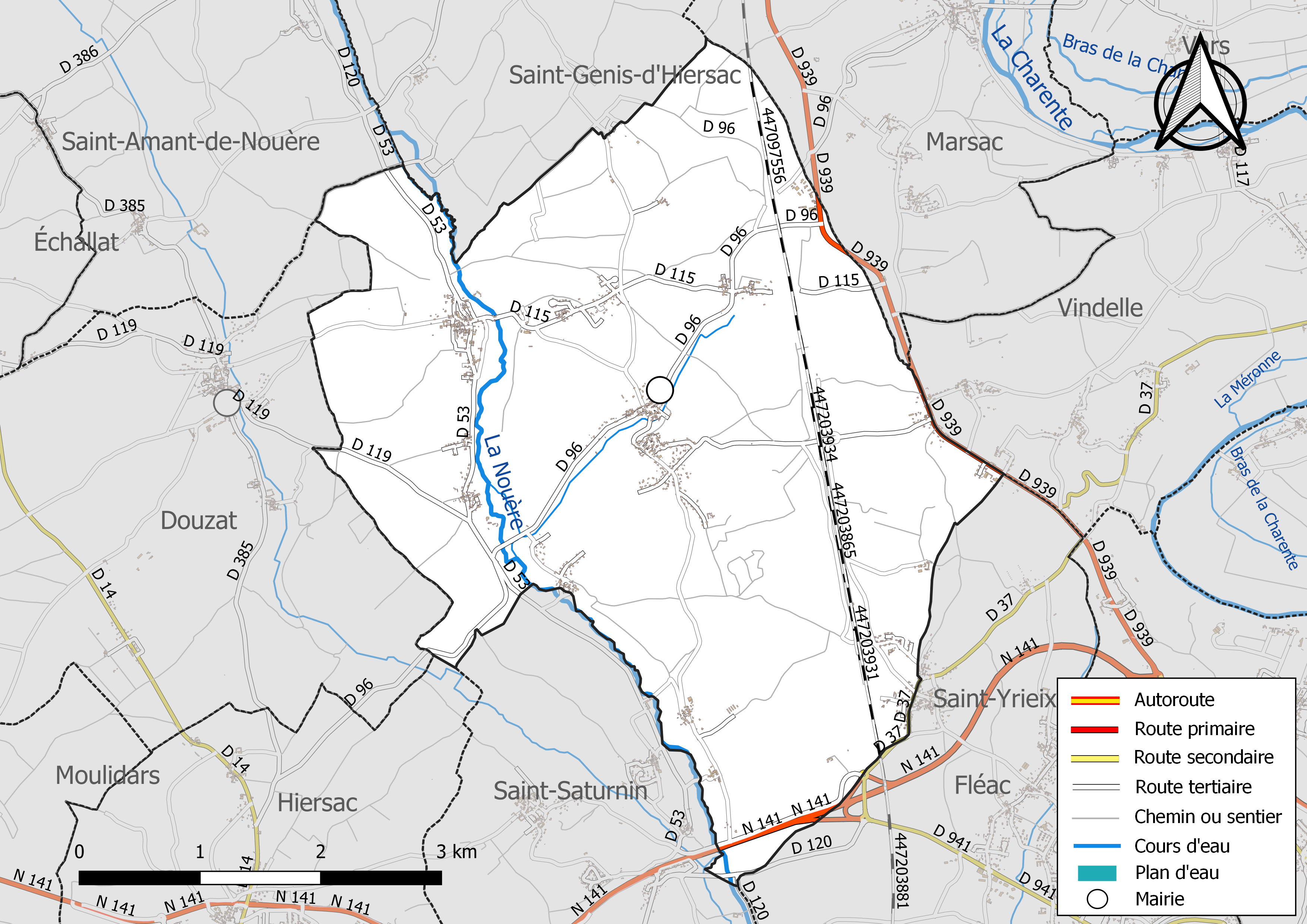
Réseaux hydrographique et routier d'Asnières-sur-Nouère.

La commune est située dans  le bassin versant de la Charente au sein  du Bassin Adour-Garonne. Elle est drainée par la Nouère, un bras de la Nouère, un bras de la Nouère et par un petit cours d'eau, qui constituent un réseau hydrographique de 8 km de longueur totale,.
La Nouère, d'une longueur totale de 25,8 km, prend sa source dans la commune de Rouillac et se jette  dans la Charente sur sa rive droite à Linars, après avoir traversé 7 communes. Elle traverse la commune, sans passer par le bourg même d'Asnières, qui est sur un petit affluent le Rodin (ruisseau temporaire) 2 km à l'est.

#### Gestion des cours d'eau
Le territoire communal est couvert par le schéma d'aménagement et de gestion des eaux (SAGE) « Charente ». Ce document de planification, dont le territoire correspond au bassin de la Charente, d'une superficie de 9 300 km2, a été approuvé le 19 novembre 2019. La structure porteuse de l'élaboration et de la mise en œuvre est l'établissement public territorial de bassin Charente. Il définit sur son territoire les objectifs généraux d’utilisation, de mise en valeur et de protection quantitative et qualitative des ressources en eau superficielle et souterraine, en respect des objectifs de qualité définis dans le troisième SDAGE  du Bassin Adour-Garonne qui couvre la période 2022-2027, approuvé le 10 mars 2022.

### Climat
Comme dans les trois quarts sud et ouest du département, le climat est océanique aquitain.
Avec une température moyenne journalière de 12,7 °C sur 24 heures (avec un minimum de 5,3 °C en janvier et un maximun de 20,3 °C en août), Asnières-sur-Nouère compte 1987 degrés-jours de chauffage[réf. nécessaire].

## Urbanisme

### Typologie
Au 1er janvier 2024, Asnières-sur-Nouère est catégorisée commune rurale à habitat dispersé, selon la nouvelle grille communale de densité à 7 niveaux définie par l'Insee en 2022.
Elle est située hors unité urbaine. Par ailleurs la commune fait partie de l'aire d'attraction d'Angoulême, dont elle est une commune de la couronne,. Cette aire, qui regroupe 94 communes, est catégorisée dans les aires de 50 000 à moins de 200 000 habitants,.

### Occupation des sols
L'occupation des sols de la commune, telle qu'elle ressort de la base de données européenne d’occupation biophysique des sols Corine Land Cover (CLC), est marquée par l'importance des territoires agricoles (83,7 % en 2018), une proportion sensiblement équivalente à celle de 1990 (84,5 %). La répartition détaillée en 2018 est la suivante : 
terres arables (40,5 %), zones agricoles hétérogènes (25,3 %), cultures permanentes (13 %), forêts (12,4 %), prairies (4,9 %), zones urbanisées (3,8 %). L'évolution de l’occupation des sols de la commune et de ses infrastructures peut être observée sur les différentes représentations cartographiques du territoire : la carte de Cassini (XVIIIe siècle), la carte d'état-major (1820-1866) et les cartes ou photos aériennes de l'IGN pour la période actuelle (1950 à aujourd'hui).

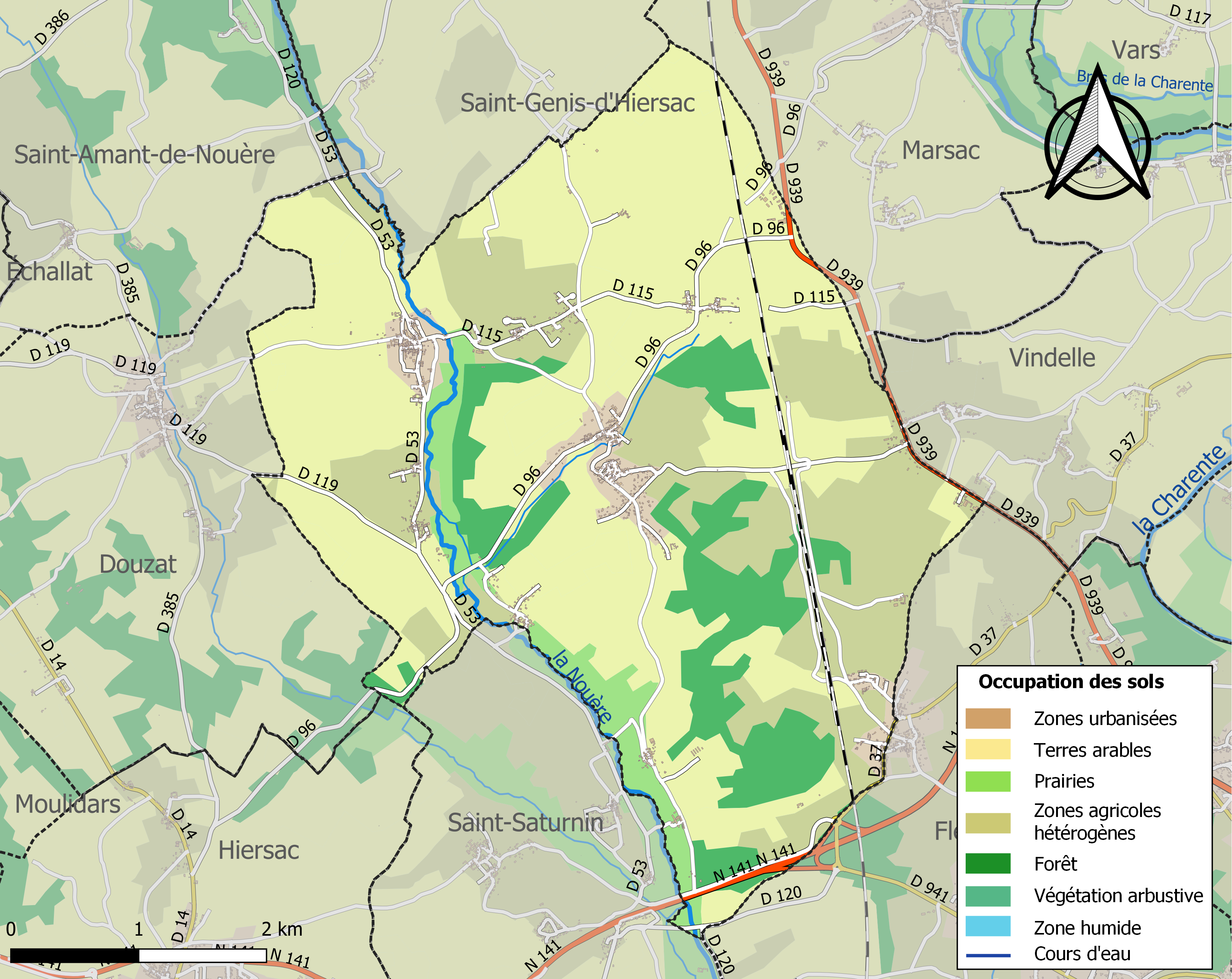
Carte des infrastructures et de l'occupation des sols de la commune en 2018 (CLC).

### Risques majeurs
Le territoire de la commune d'Asnières-sur-Nouère est vulnérable à différents aléas naturels : météorologiques (tempête, orage, neige, grand froid, canicule ou sécheresse) et séisme (sismicité modérée). Il est également exposé à un risque technologique, le transport de matières dangereuses. Un site publié par le BRGM permet d'évaluer simplement et rapidement les risques d'un bien localisé soit par son adresse soit par le numéro de sa parcelle.

#### Risques naturels

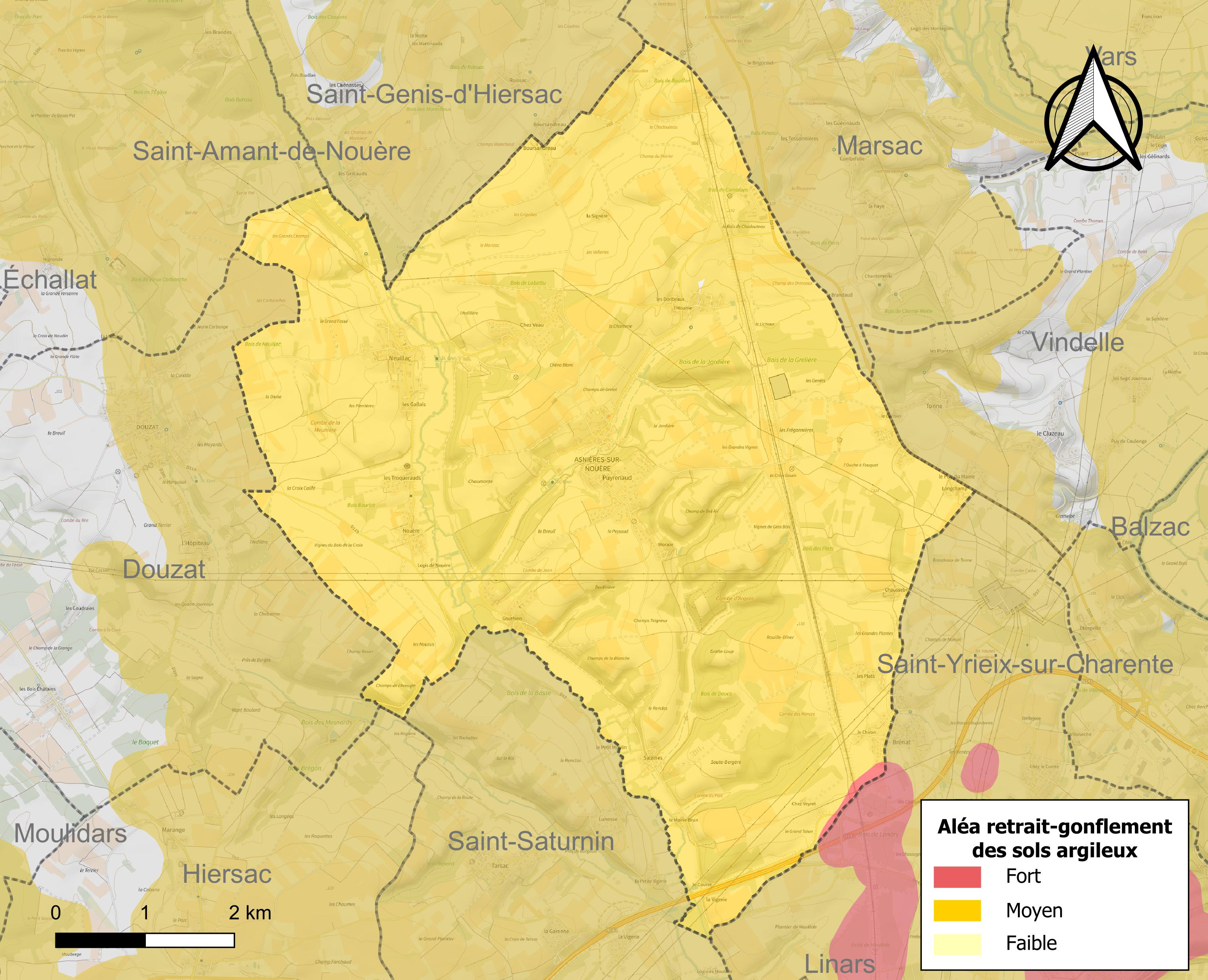
Carte des zones d'aléa retrait-gonflement des sols argileux d'Asnières-sur-Nouère.

Le retrait-gonflement des sols argileux est susceptible d'engendrer des dommages importants aux bâtiments en cas d’alternance de périodes de sécheresse et de pluie. La totalité de la commune est en aléa moyen ou fort (67,4 % au niveau départemental et 48,5 % au niveau national). Sur les 583 bâtiments dénombrés sur la commune en 2019, 582 sont en aléa moyen ou fort, soit 100 %, à comparer aux 81 % au niveau départemental et 54 % au niveau national. Une cartographie de l'exposition du territoire national au retrait gonflement des sols argileux est disponible sur le site du BRGM,.
Par ailleurs, afin de mieux appréhender le risque d’affaissement de terrain, l'inventaire national des cavités souterraines permet de localiser celles situées sur la commune.
La commune a été reconnue en état de catastrophe naturelle au titre des dommages causés par les inondations et coulées de boue survenues en 1982 et 1999. Concernant les mouvements de terrains, la commune a été reconnue en état de catastrophe naturelle au titre des dommages causés par des mouvements de terrain en 1999.

#### Risques technologiques
Le risque de transport de matières dangereuses sur la commune est lié à sa traversée par une ou des infrastructures routières ou ferroviaires importantes ou la présence d'une canalisation de transport d'hydrocarbures. Un accident se produisant sur de telles infrastructures est susceptible d’avoir des effets graves sur les biens, les personnes ou l'environnement, selon la nature du matériau transporté. Des dispositions d’urbanisme peuvent être préconisées en conséquence.

## Toponymie
Les formes anciennes sont Asneries vers 1050, Asinariis, Asineriis, Asneriis (Asnerias) au XIIIe siècle, Asenarias en 1379.
Le nom Asnières vient du latin asinus (âne). L'étymologie évoque un « centre d'élevage des ânes »,, pour lesquels on faisait probablement pousser de la garoube (gesse cultivée), ce qui vaut aujourd'hui aux habitants le gentilé de Garobiers.

## Histoire
On a retrouvé au XIXe siècle au Maine Brun des vestiges d'une villa gallo-romaine, située non loin du Chemin des Anglais, ainsi que d'autres vestiges antiques.
Le Fossé au Comte était un retranchement construit par les comtes d'Angoulême avant le IXe siècle pour tenter de se protéger contre les invasions normandes. Ce fossé long de 20 km reliait la Charente en amont d'Angoulême à la Charente en aval, et allait du nord-est au sud-ouest de Montignac à Vibrac par Douzat,,,.
Il passait en limite nord-ouest de la commune (Bois de Neuillac, Boursandreau). Quelques chemins et toponymes demeurent.
Au Moyen Âge, la paroisse appartenait au chapitre cathédral d'Angoulême, puis a été divisée en fiefs, mais les chanoines conservèrent jusqu'en 1789 le droit de justice.
Au bourg même d'Asnières se trouvait un logis où les seigneurs prirent le titre de marquis d'Asnières. Une grande partie de la paroisse dépendait de ce fief. La famille de La Terrière ont par la suite[Quand ?] remplacé les seigneurs d'Asnières qui ont quitté le pays mais ont conservé leur titre.
À Neuillac s'élevait un château féodal, détruit pendant les guerres de religion et remplacé au XVIIe siècle par le logis actuel.
La terre et le château de Nouère ont appartenu jusqu'en 1867 à la famille Nadault, originaire du Limousin. Cette famille prit le nom de Nadault de Nouère en la personne de François de Nadault, conseiller du roi et maire d'Angoulême en 1679. Elle acquit aussi le logis de Neuillac.
Un hameau abandonné datant du XVIIIe siècle a aussi été découvert en 2013 au plantier le Buget.

## Politique et administration

### Liste des maires
| Période                                  | Période  | Identité              | Étiquette | Qualité           |
| ---------------------------------------- | -------- | --------------------- | --------- | ----------------- |
| avant 1981                               | 1989     | Georges Mathieu       |           |                   |
| 1989                                     | 2008     | Robert Doyen          |           | Chef d'entreprise |
| 2008                                     | 2020     | Gilbert Campo         | DVG       | Comptable         |
| 2020                                     | En cours | Chantal Doyen Morange |           | Cadre CCI         |
| Les données manquantes sont à compléter. |          |                       |           |                   |

## Démographie
Les habitants sont appelés les Garobiers.

### Évolution démographique
L'évolution du nombre d'habitants est connue à travers les recensements de la population effectués dans la commune depuis 1793. Pour les communes de moins de 10 000 habitants, une enquête de recensement portant sur toute la population est réalisée tous les cinq ans, les populations de référence des années intermédiaires étant quant à elles estimées par interpolation ou extrapolation. Pour la commune, le premier recensement exhaustif entrant dans le cadre du nouveau dispositif a été réalisé en 2008.

En 2022, la commune comptait 1 278 habitants, en évolution de +5,1 % par rapport à 2016 (Charente : −0,48 %, France hors Mayotte : +2,11 %).
| 1793  | 1800  | 1806  | 1821  | 1831  | 1841  | 1846  | 1851  | 1856  |
| ----- | ----- | ----- | ----- | ----- | ----- | ----- | ----- | ----- |
| 1 012 | 1 076 | 1 120 | 1 181 | 1 264 | 1 139 | 1 161 | 1 152 | 1 111 |

| 1861  | 1866  | 1872 | 1876 | 1881 | 1886 | 1891 | 1896 | 1901 |
| ----- | ----- | ---- | ---- | ---- | ---- | ---- | ---- | ---- |
| 1 156 | 1 053 | 960  | 971  | 921  | 833  | 786  | 723  | 663  |

| 1906 | 1911 | 1921 | 1926 | 1931 | 1936 | 1946 | 1954 | 1962 |
| ---- | ---- | ---- | ---- | ---- | ---- | ---- | ---- | ---- |
| 690  | 637  | 606  | 622  | 641  | 675  | 652  | 611  | 629  |

| 1968 | 1975 | 1982 | 1990  | 1999  | 2006  | 2008  | 2013  | 2018  |
| ---- | ---- | ---- | ----- | ----- | ----- | ----- | ----- | ----- |
| 639  | 666  | 820  | 1 015 | 1 013 | 1 083 | 1 103 | 1 205 | 1 233 |

| 2022  | - | - | - | - | - | - | - | - |
| ----- | - | - | - | - | - | - | - | - |
| 1 278 | - | - | - | - | - | - | - | - |

### Pyramide des âges
La population de la commune est relativement jeune.
En 2018, le taux de personnes d'un âge inférieur à 30 ans s'élève à 32,2 %, soit au-dessus de la moyenne départementale (30,2 %). À l'inverse, le taux de personnes d'âge supérieur à 60 ans est de 26 % la même année, alors qu'il est de 32,3 % au niveau départemental.
En 2018, la commune comptait 599 hommes pour 634 femmes, soit un taux de 51,42 % de femmes, légèrement inférieur au taux départemental (51,59 %).
Les pyramides des âges de la commune et du département s'établissent comme suit.
| Hommes | Classe d’âge | Femmes |
| ------ | ------------ | ------ |
| 0,2    | 90 ou +      | 1,1    |
| 4,8    | 75-89 ans    | 6,3    |
| 21,0   | 60-74 ans    | 18,6   |
| 21,5   | 45-59 ans    | 21,0   |
| 19,7   | 30-44 ans    | 21,3   |
| 11,9   | 15-29 ans    | 12,5   |
| 20,9   | 0-14 ans     | 19,2   |

| Hommes | Classe d’âge | Femmes |
| ------ | ------------ | ------ |
| 1      | 90 ou +      | 2,7    |
| 9,2    | 75-89 ans    | 12     |
| 20,6   | 60-74 ans    | 21,3   |
| 20,7   | 45-59 ans    | 20,3   |
| 16,8   | 30-44 ans    | 16     |
| 15,6   | 15-29 ans    | 13,4   |
| 16,1   | 0-14 ans     | 14,3   |

## Économie

### Agriculture
La viticulture occupe une partie de l'activité agricole. La commune est classée dans les Fins Bois, dans la zone d'appellation d'origine contrôlée du cognac.

### Commerces

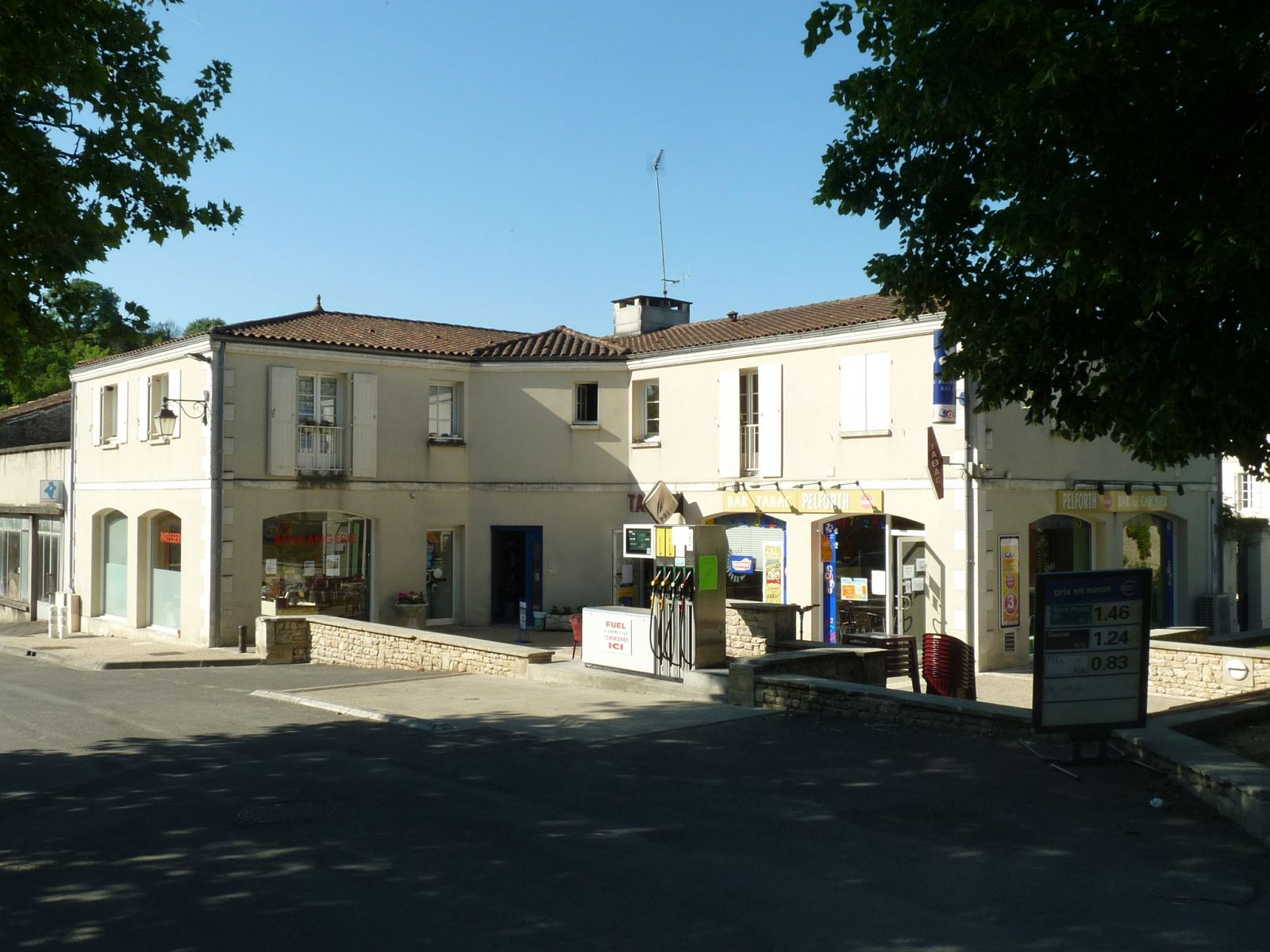
Magasins au centre bourg

## Équipements, services et vie locale

### Enseignement
Asnières possède aussi une école primaire publique
comprenant quatre classes. Le collège est situé à Rouillac.

### Sports et activités
- Football : AS Asnières Neuillac[44]
- Tennis : Tennis club Asnières sur Nouere
- Pétanque :  La Boule Garobière

### Culture et loisirs
- La bibliothèque municipale est animée par des bénévoles membres de l'association "Culture et Loisirs du Rodin" avec le renfort d'une bibliothécaire[1].
- Le centre de loisirs ASBAMAVIS (pour Asnières, Balzac, Marsac, Vindelle) accueille les enfants durant les vacances scolaires et les mercredis[1].

## Culture locale et patrimoine

### Lieux et monuments

#### Patrimoine religieux
L'église paroissiale Saint-Martin était le siège d'une cure connue dès le XIe siècle. Au milieu du XVIe siècle elle était unie au chapitre cathédral. Elle a été dévastée par les protestants en 1568 lors des guerres de religion et ne fut restaurée qu'à la fin du XVIe siècle. Au XVIIe siècle les seigneurs de Nouère ajoutèrent une chapelle avec leurs armes sculptées. L'église a aussi été remaniée lors des siècles suivants. Elle possède des fonts baptismaux du XIIe siècle en pierre avec décor en relief et trou d'écoulement. Cet objet est classé mobilier historique depuis 1933.

L'église d'Asnières
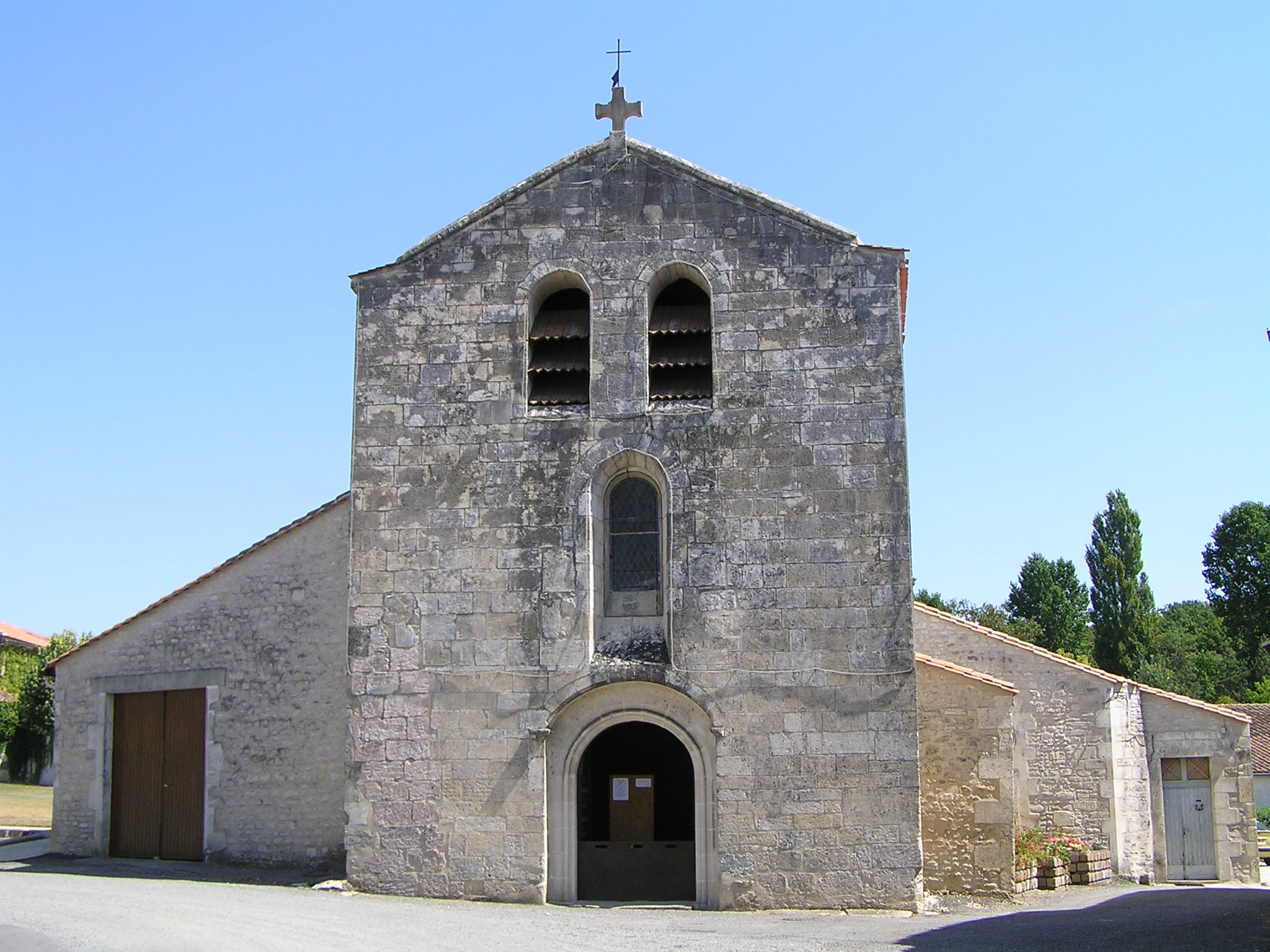
La façade
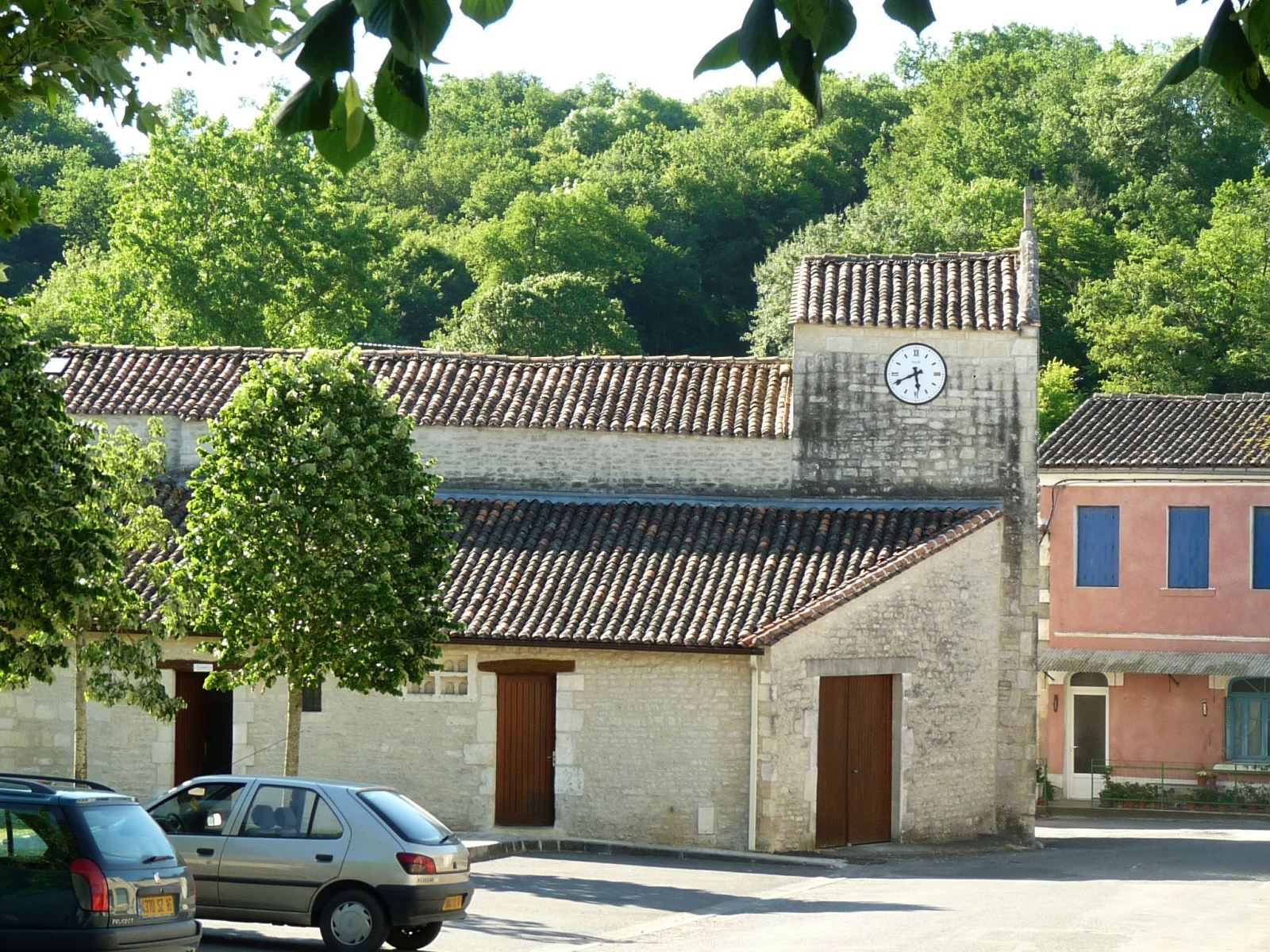
Façade latérale ouest
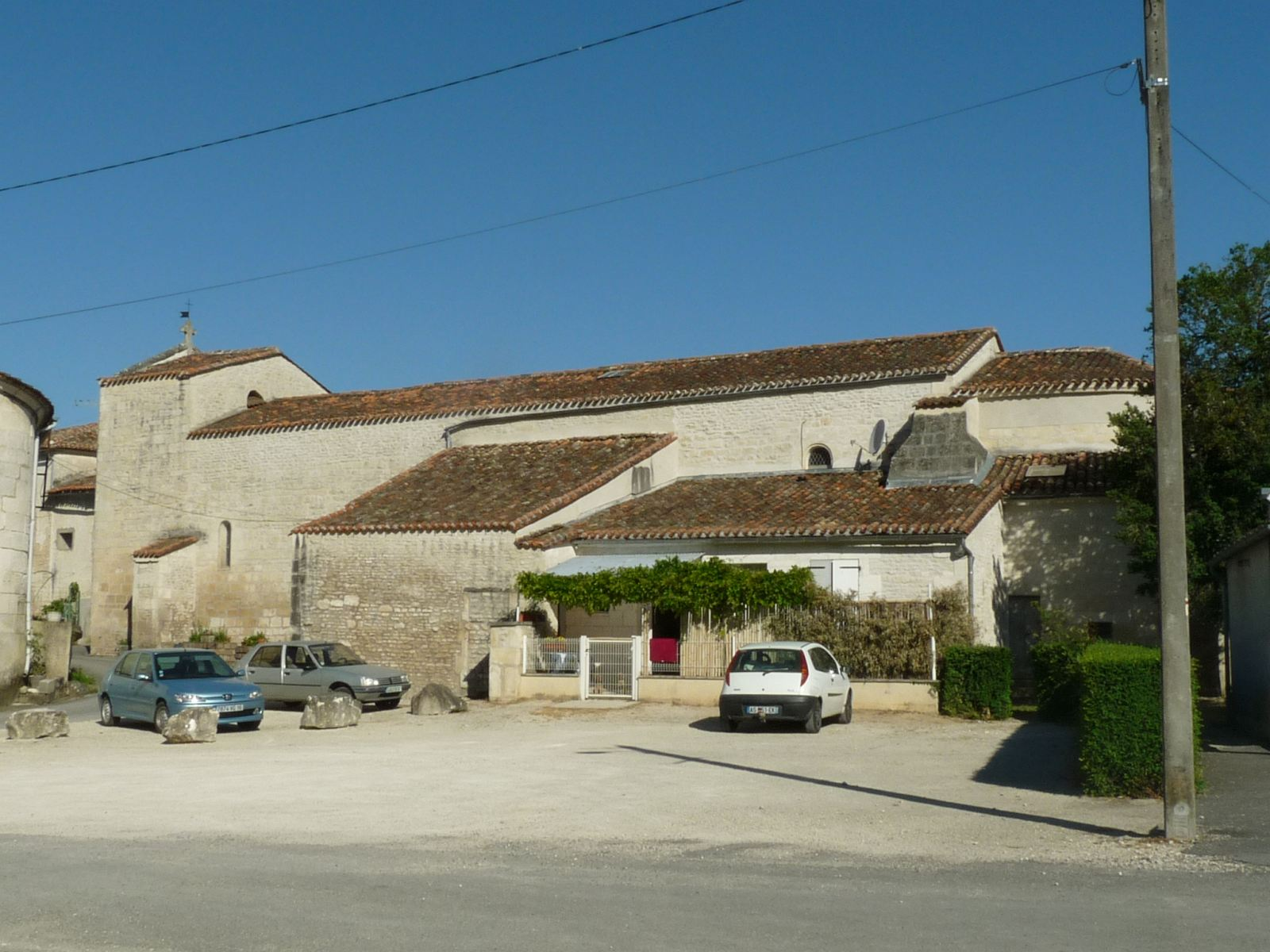
Façade latérale est
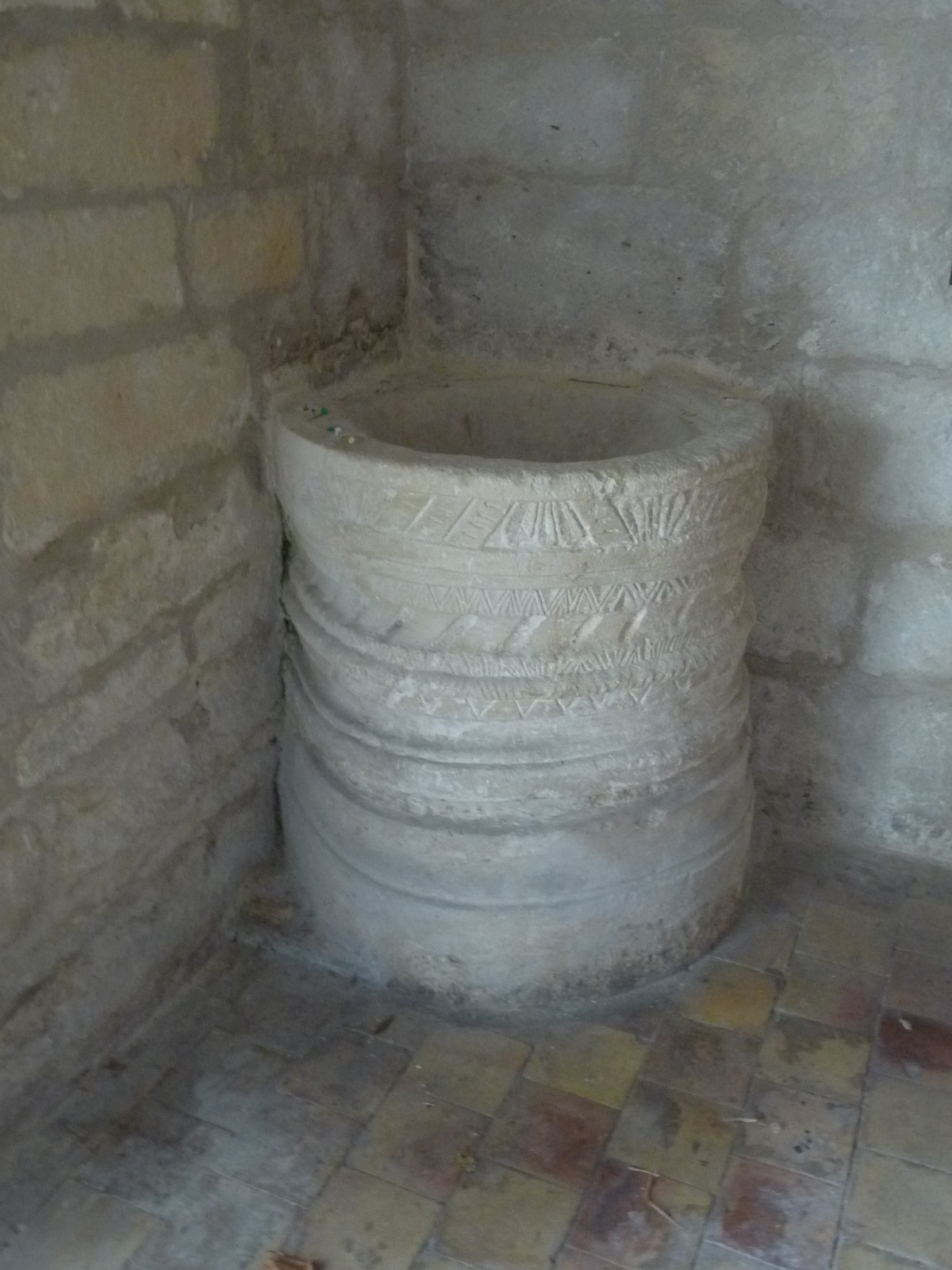
Fonts baptismaux

#### Patrimoine civil
- Le logis de Nouère date du XIXe siècle[47].
- Le logis de Neuillac date du XVIIe siècle[47].
- Le logis de Moraze (ou Morase) date du XVIIIe siècle[47].
- Le logis de Gouthiers (ou Gautier) date du XVIIIe siècle[47].

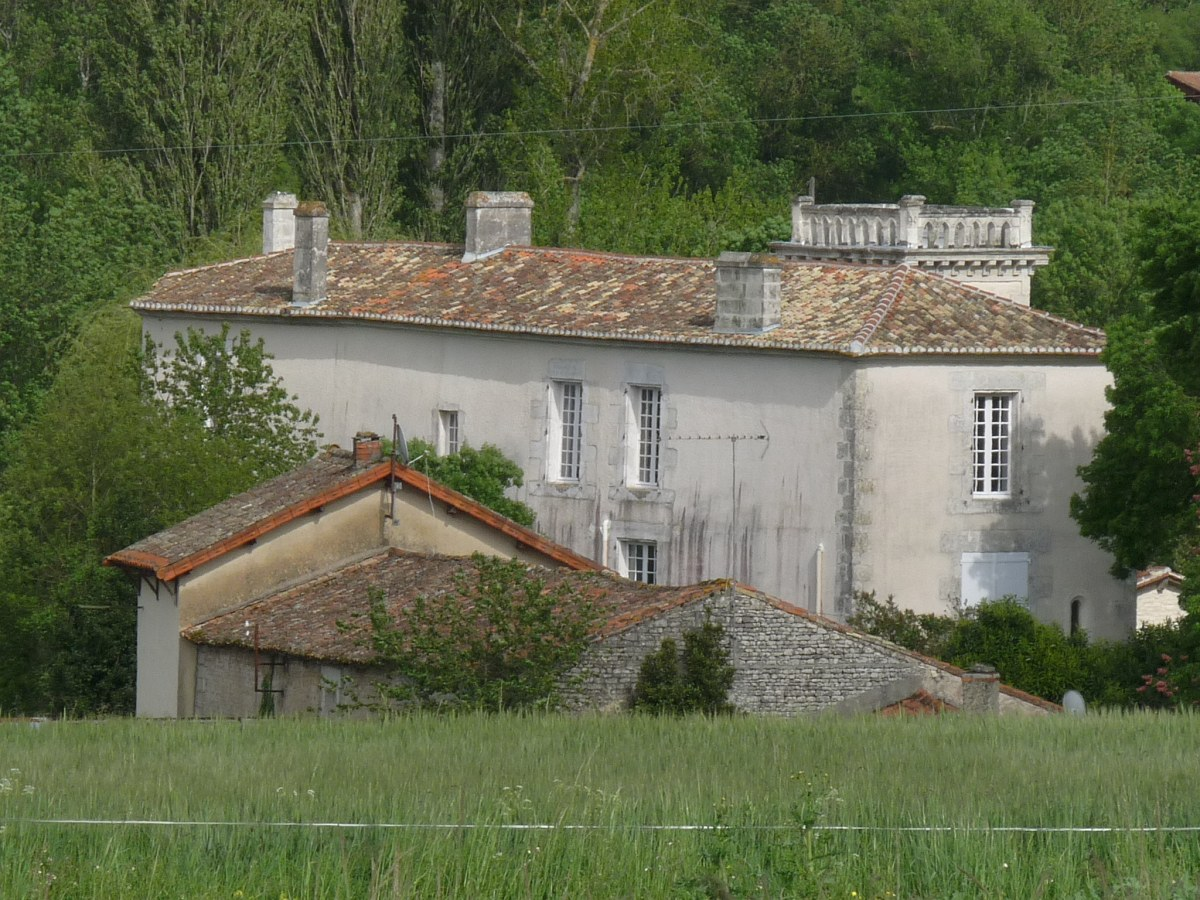
Logis de Nouère
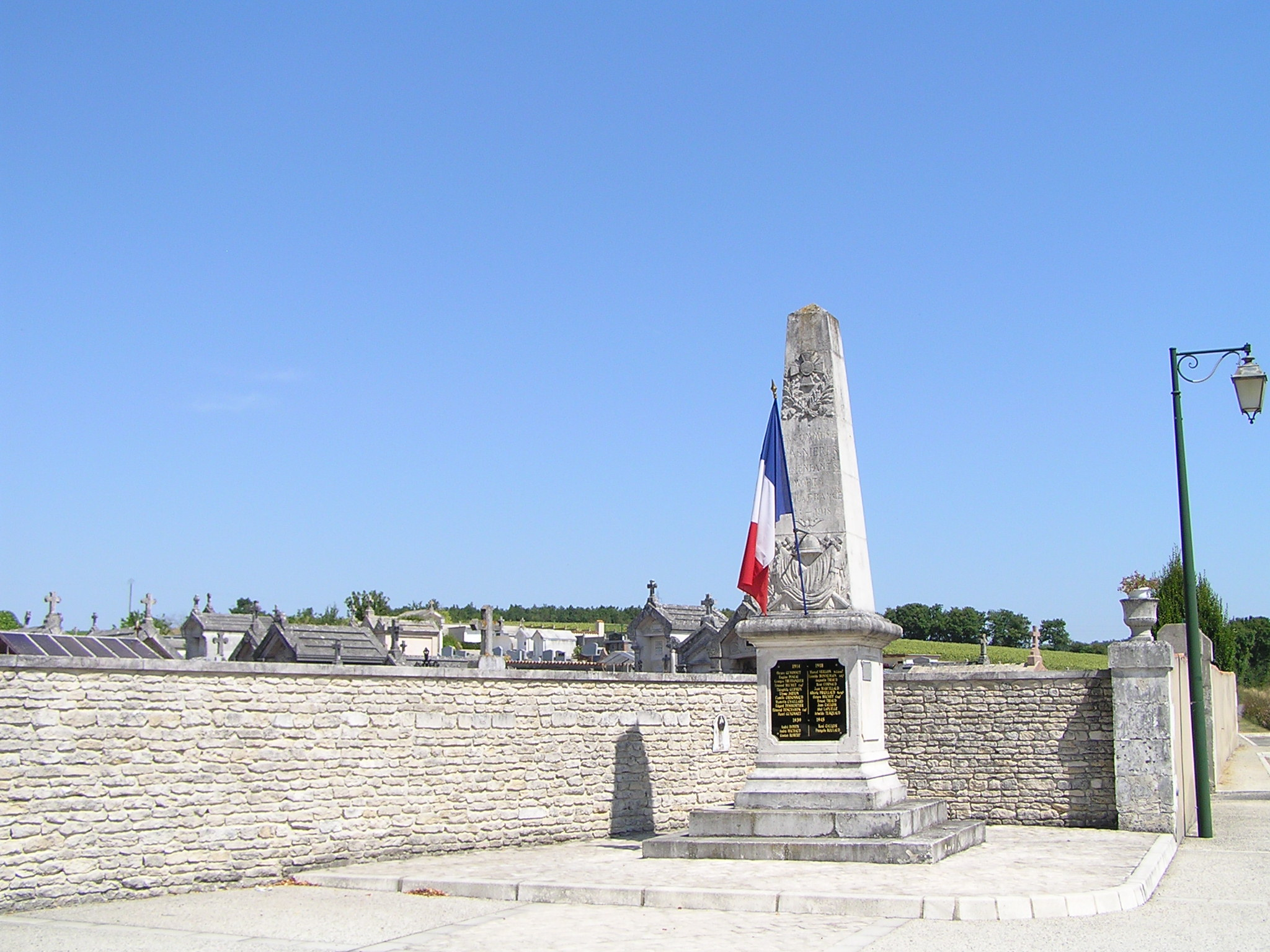
Le monument aux morts devant le cimetière

### Héraldique
| Blason de Asnières-sur-Nouère | Blason  | Écartelé : au 1er d'or à la tête d'âne en ombre de gueules, au 2e d'azur à quatre chevrons alésés d'or disposés en pal par groupe de deux, au 3e d'azur à la branche de laurier d'argent posée en bande, au 4e d'or à la fleur de lys de gueules. |
| Blason de Asnières-sur-Nouère | Détails | Armes parlantes (âne → Asnières). Le statut officiel du blason reste à déterminer. |